# IC 4529
IC 4529 ist eine Spiralgalaxie vom Hubble-Typ Sbc im Sternbild Wolf. Sie ist schätzungsweise 230 Millionen Lichtjahre von der Milchstraße entfernt.
Das Objekt wurde am 15. Mai 1904 vom US-amerikanischen Astronomen Royal Harwood Frost entdeckt.